# Yves Vincent
Yves Vincent (5 augustus 1921 – 6 januari 2016) was een Frans acteur en schrijver.

## Levensloop en carrière
Vincent begon zijn filmcarrière in 1944. In 1959 speelde hij een van de hoofdrollen in Babette s'en va-t-en guerre naast onder meer Brigitte Bardot. In 1968 speelde hij voor het eerst mee in een film van de filmreeks van Le Gendarme de Saint-Tropez: in Le Gendarme se marie speelde hij de rol van kolonel. Twee jaar later speelde hij in de vervolgfilm Le Gendarme en balade. In de laatste jaren van zijn acteercarrière, tussen 1988 en 1991 speelde hij de hoofdrol in de rechtbankserie Tribunal.
Hij was gehuwd met de Zwitserse actrice Nelly Borgeaud.
Vincent overleed begin 2016 op 94-jarige leeftijd. Enkele dagen voor zijn overlijden, overleed Michel Galabru, een hoofdrolspeler in de Gendarmefilms.